# Maximum job tardiness
Si tratta di una misura di prestazione utilizzata nei problemi di sequenziamento /  Teoria della schedulazione ed indica il massimo ritardo accumulato da un lotto tra tanti lotti lavorati. Ricordando che assegnati n lotti da lavorare all'interno del sistema produttivo in esame, si definisce mean tardiness,  {\displaystyle {\bar {T}}\ } , come il ritardo medio dei lotti,  {\displaystyle {\bar {T}}\ ={\frac {1}{n}}\sum _{i=1}^{n}T_{i}} ossia la media aritmetica dei singoli tempi di ritardo di ciascun lotto.
Maximum job tardiness o massimo ritardo dei lotti, in simboli {\displaystyle T_{max}}, è pari al più grande ritardo accumulato da un lotto tra tutti gli eventuali ritardi, {\displaystyle T_{max}=max\left\{T_{1},T_{2},...,T_{n}\right\}}